# 黍
黍又名糜子、黍稷、糜黍、稷, 古称穄，脱壳后称黄米、稷米、粢米，是禾本科黍属的一年生草本植物，生长期短，耐寒、耐旱、耐贫瘠，全球均有分布。主要种植于印度、中国、尼泊尔、非洲、俄罗斯、乌克兰、白俄罗斯和中东等地区。其种子形小可食用，也常用作鸟食和酿酒。

## 形态
一般株高0.3至1.3米（珍珠黍可高达1.5至3米）。穗状或总状花序，也有圆锥花序。除珍珠黍外，种子脱粒后谷壳不脱落，去皮后常呈奶油白色。

## 分型与名称
黍的籽粒有粳性与糯性之分：

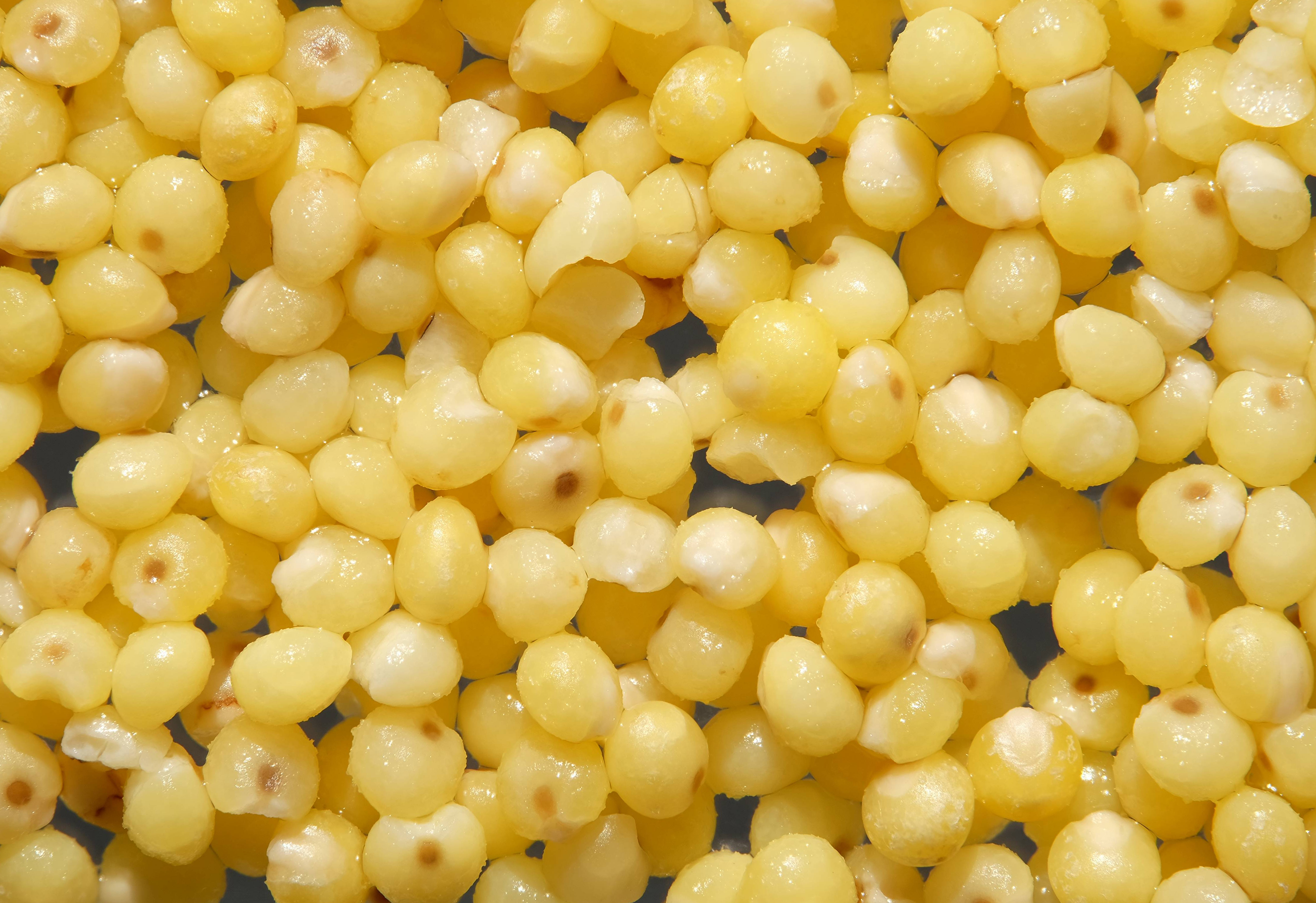
黄米

- 「粳性黍」为非糯质，不黏，一般供食用，亦称为糜（𪎭）、穄、硬黄米。（但，「糜子」此词也常被糯质的黍子借用，而产生混淆）[8]
- 「糯性黍」为糯质，性黏，磨米去皮后称作黄粱，亦称为大黄米、软黄米；用途广泛，可磨麵作糕点，古代也广泛用于酿酒。
- 在中国黍子栽培大体以山西-陕西省界（约为东经110度）为界，以西的陕西、甘肃、宁夏等地以粳性黍子为主，以东的华北、东北地区以糯性黍子为主。

## 驯化起源
黍起源于中国北方，在距今约10000—8700年前的河北磁山遗址就发现了黍子。中国北方不仅关于黍子的遗址多、时代久远，而且还发现了黍子的大量野生种和品种类型

## 用途

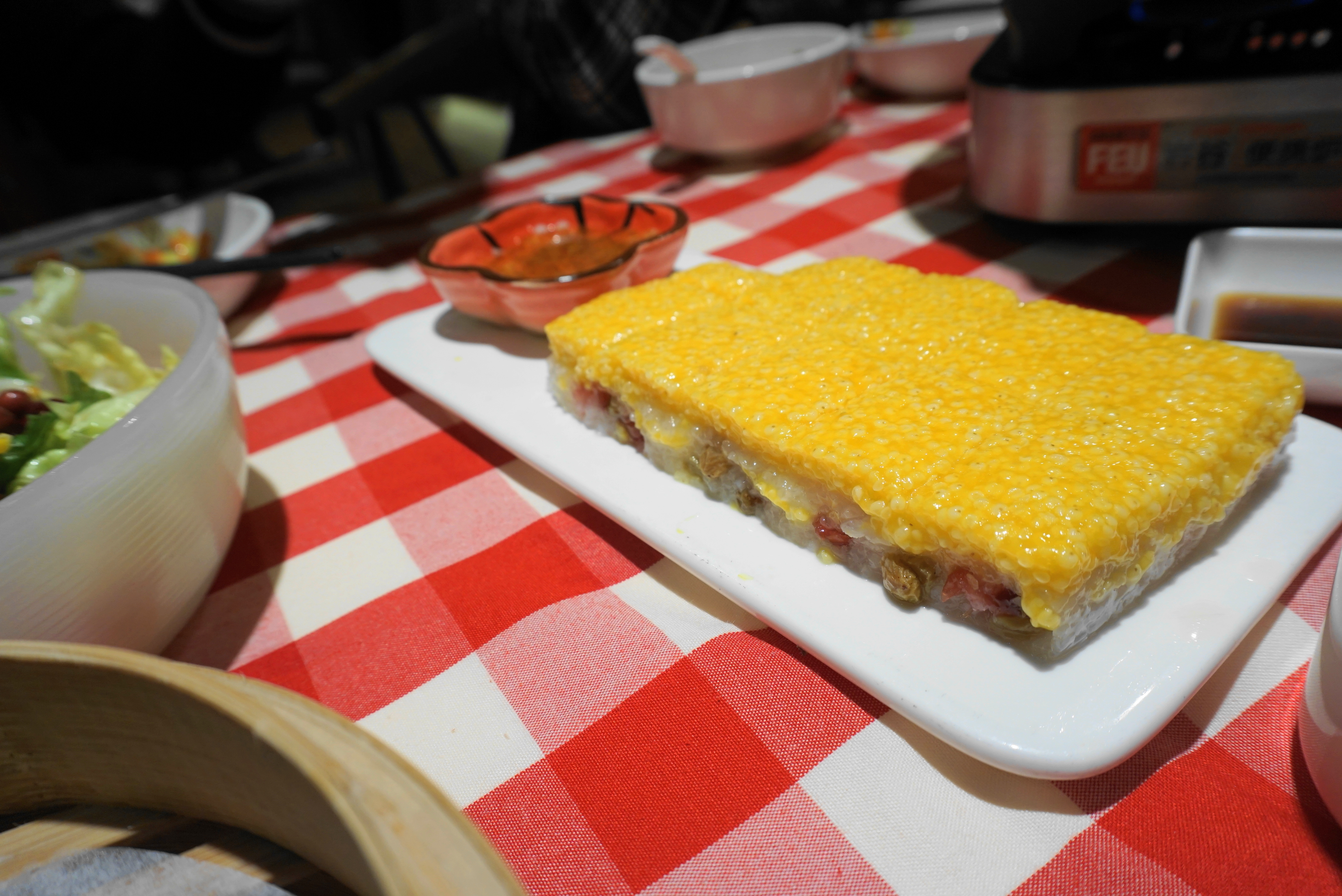
黄米凉糕

黍的籽粒有硬而光滑的种皮，适于贮藏；灾年可将其籽粒连同种皮一起磨成粗粉，混合野菜度荒。磨米加工时籽粒脱下的皮壳叫糜糠，是家畜家禽的主要饲料。黍子的茎秆叶是牛羊冬季的主要饲草。产区糜子的丰歉不仅影响人民群众生活，还直接畜牧业的发展：糜子歉收，糜草不足，会造成牛羊等家畜存栏量下降，越冬时大批死亡。在中国各地，糜子制作的食物有黄米馍馍、黄米油圈、黄米凉糕、离娘糕、糕鱼、炸麻花等70多种。
在中国古代，糯性黍是重要的酿酒原料。陆游诗中有这样描写：“河滨古驿辟重门，雉兔纷纷黍酒浑。”“药苗可斸携长鑱，黍酒新成压小槽。”“里巷鱼餐薄，坊场黍酒浑。”等等。在现代，仍有一些酒厂生产黄黍米酒。
黍类在亚洲很多地区、俄罗斯和西非是重要的粮食作物。在美国和西欧，主要作为牧草或用来制干草，但在中世纪的欧洲也作为主要谷物。
蒙古人以此製作炒米，方法是先將黃米放入水鍋裏煮到米嘴開裂，才能放入大灶與沙子一同爆炒，趁著鍋熱了趕緊將沙子與米糠過篩，炒米便可食用。

## 在中国栽培地域
- 在东北三省及内蒙古东四盟，黍子栽培以春播为主，主要为糯性品种，散穗型居多，籽粒较小，当地把这种糯性黍子俗称“大黄米”，而几乎没有粳性黍子（即不黏的黄米）。代表性品种是黑龙江的粘丰7号，亩产在150-200公斤。另外，笤帚糜子是吉林省的农村副业，即把去过籽实的黍子（即糜子），用其茎穗制作笤帚。
- 在辽宁省朝阳市、河北与北京的长城以北地区、山西北部、陕西长城沿线的榆林市、宁夏盐池县同心县及引黄灌区、甘肃河西走廊、以及内蒙古中部地区，黍子栽培以春播为主。由东向西由糯性品种为主向以粳性品种为主过渡，千粒重由东向西逐渐增大。例如在榆林市沿长城的六县区，粳性品种占6成，糯性品种占4成。在山西，该作物被称作黍子，代表性品种“雁黍8号”，亩产达220公斤。在陕北，该作物被称作糜子，代表性品种有“榆黍1号”（糯性）、“榆糜2号”（粳性）、“榆黍3号”（粳性）等，亩产200公斤左右。
- 在长城以南、淮河以北的华北平原、黄淮海平原，黍子以夏播为主，条播平作，以糯性品种为主，侧穗型品种居多。如“鲁黍1号”。
- 在黄土高原区，主要是冀西、山西中南部、河南西部、陕西中部、甘肃中部东部、宁夏南部及青海东部地区。本区西北部以春播为主，东南部以夏播为主。由东向西是由糯性品种为主向粳性品种为主过渡，侧穗型品种居多，越往西黍米千粒重越高。代表性品种有“陇糜5号”、“宁糜10号”、“宁糜14号”、“晋黍4号”等。

## 栽培特性

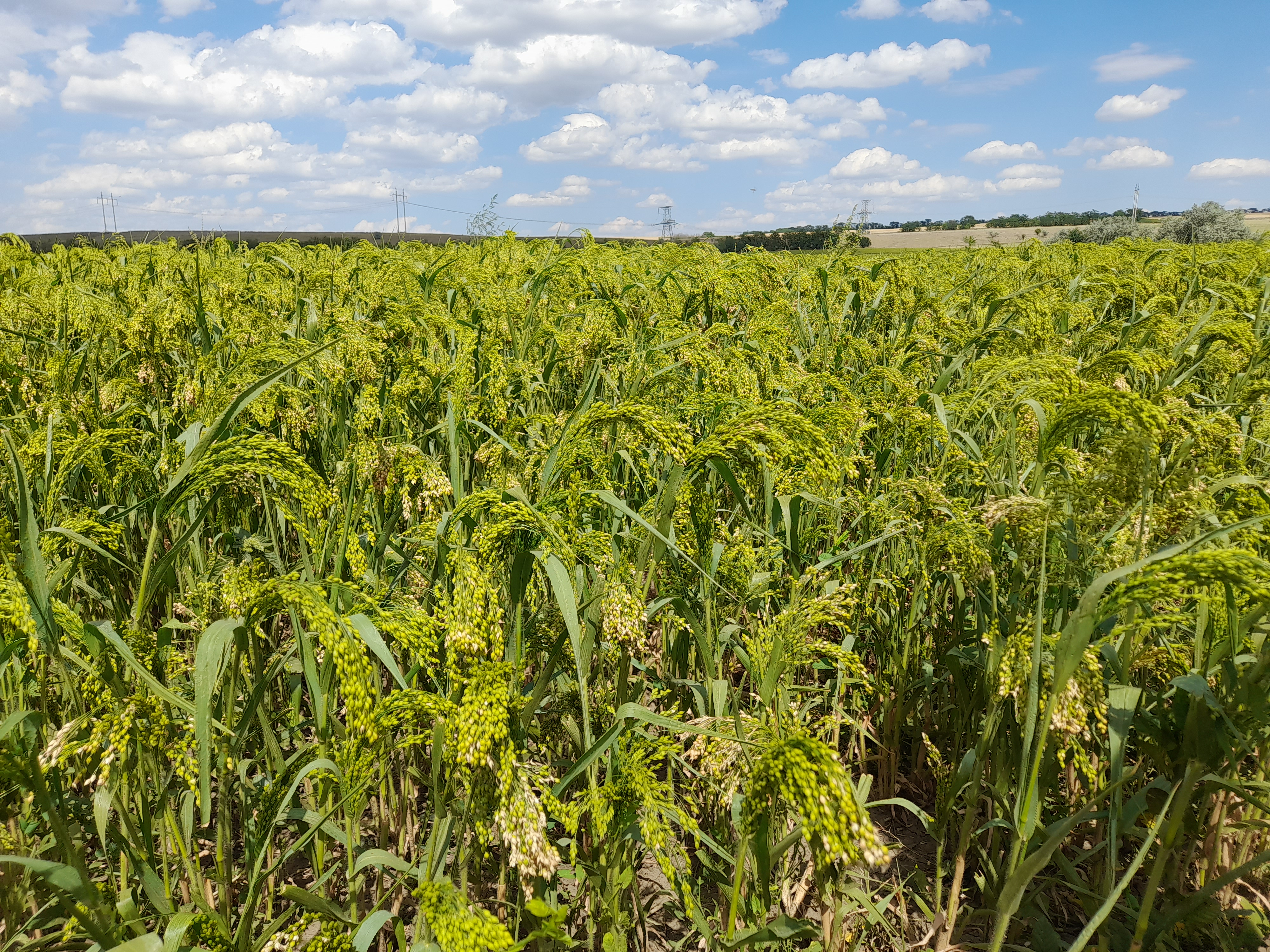
位于乌克兰敖德薩州贝雷济夫卡区的黍子田

黍是禾谷类粮食作物中最抗旱的作物之一。黍的种子萌发出苗需水量很小，能适应旱地播种，其叶片上气孔少而小，生产单位重量的干物质的需水量在禾谷类作物中是最低的，既能忍受土壤干旱又抗干热风。在无霜期短、降水量少而集中的华北、西北部分地区，不能满足玉米、粟（即谷子）、水稻等大宗农作物生长所需的水热资源，因而是黍子的主产区。黍还具有很强的耐瘠性，在干旱贫瘠的土壤中能获得其它作物所达不到的产量，所以常用做开荒，改造盐碱地和治理沙漠的先锋作物。同时，它对肥料也敏感，少量施肥则增产显著。另外，黍子的生长期短，是广适的复种秋作物。在无霜期短、热量不足的小麦产区，冬小麦麦收后不能复种玉米、粟（谷子）等大宗作物，一般复种糜子等生长期短，产量较高的杂粮作物。如甘肃省的庆阳、天水、平凉等地市，复种糜子面积达150万亩，夏播糜子生长60-70天就可收获，每公顷平均亩产在1000-2000公斤，收获后不影响冬小麦的播种。

## 種類
黍类有很多种，如珍珠黍（是印度和非洲的普通粮食，适于贫瘠干燥土壤）、扫帚黍（在美国作为饲料，在亚洲和东欧供食用）、指黍（南亚和非洲部分地区的重要粮食作物）、日本黍（种植于日本和美国，用于制干草）等等。

## 營養價值
黍类碳水化合物含量高，蛋白质含量约6%至11%，脂肪约1.5%至5%。黍类味浓，不能制膨松面包，主要用于小面包干及做粥或饭。

## 經濟價值
黍類在世界年产量大约是300万吨，主要生产国依照种植面积为：
- 俄罗斯
- 乌克兰
- 中国
- 印度
- 伊朗
- 蒙古

## 延伸阅读
[在维基数据编辑]
 《欽定古今圖書集成·博物彙編·草木典·黍部》，出自陈梦雷《古今圖書集成》
 《植物名實圖考·黍》，出自吳其濬《植物名實圖考》